# Backwardation
Il termine backwardation è usato nell'analisi dei mercati finanziari, e in particolare delle commodity: indica una situazione dove il prezzo in contanti è superiore ai prezzi futuri impliciti nei corrispondenti contratti futures. 
Si parla in questo caso di Inverted Market, dato che generalmente avviene il contrario (Contango).
Sostanzialmente, questo significa che la richiesta di quella materia prima è così forte che gli acquirenti sono disponibili a pagare di più per averla subito, e quindi è tipicamente correlata a problemi sul lato dell'offerta (possibile difficoltà del mercato nel soddisfare la domanda).